# جارد وارد
جارد وارد (بالإنجليزية: Jared Ward)‏ هو منافس ألعاب قوى أمريكي، ولد في 9 سبتمبر 1988 في لايتون في الولايات المتحدة.

## وصلات خارجية
- جارد وارد على موقع الاتحاد الدولي لألعاب القوى (الإنجليزية)
- جارد وارد على موقع TFRRS.org (الإنجليزية)
- جارد وارد على موقع اللجنة الأولمبية الدولية (الإنجليزية)
- جارد وارد على موقع أوليمبيديا (الإنجليزية)
- جارد وارد على موقع اللجنة الأولمبية والبارالمبية الأمريكية (الإنجليزية)